# (34383) 2000 RH56
2000 RH56 (asteroide 34383) é um asteroide da cintura principal. Possui uma excentricidade de 0.08487780 e uma inclinação de 9.05694º.
Este asteroide foi descoberto no dia 6 de setembro de 2000 por LINEAR em Socorro.